# Джошуа Слокам
Джо́шуа Сло́кам (англ. Joshua Slocum; 20 лютого 1844 — безвісти пропалий після 14 листопада 1909) — канадсько-американський мореплавець і дослідник, перша людина, яка здійснила одиночне навколосвітнє плавання. У 1900 році він описав це плавання в книзі «Навколосвітня подорож вітрильником наодинці».

## Дитинство
Джошуа Слокам народився 20 лютого 1844 року в Маунт-Хенлі, Аннаполіс, Нова Шотландія (офіційно зареєстрована як станція Вілмот), комуна в Північній Горі з видом на затоку Фанді.

## Перше одиночне плавання
24 квітня 1895 року вирушив у навколосвітнє плавання з Бостона на яхті «Спрей». Більш ніж через три роки, 27 червня 1898 року, він повернувся в Ньюпорт (Род-Айленд), обігнувши земну кулю, пройшовши в одиночному плаванні понад 46 000 миль (74 000 км). У зв'язку з Американо-Іспанською війною, що почалася за два місяці до цього, повернення Слокама не було помічено пресою. Лише після закінчення широкомасштабних бойових дій багато газет опублікували статті, присвячені плаванню.
У своїй книзі «Навколосвітня подорож вітрильником наодинці» (англ. Sailing Alone Around the World), що стала потім класичною книгою про подорожі, він так описує свій відплив:
…Нарешті настав час вийти в море по-справжньому. Я таки зважився на подорож навколо світу і, оскільки вітер 24-го квітня 1895 р. був сприятливий, опівдні я підняв якір, поставив вітрило і взяв курс на вихід з порту Бостона, в якому «Спрей» безпечно простояв на швартових усю зиму. Якраз тоді, коли шлюп помчав уперед на повних вітрилах, засвистали полудень. Він пройшов коротким лівим галсом на вихід з гавані, потім привівся до вітру, тримаючи курс мористіше, перекинув рангоут на лівий борт, і заклав поворот з сильним креном повз пороми. Фотограф на зовнішньому хвилерізі зі сторони Східного Бостона зробив знімок моменту, коли «Спрей» проноситься повз із прапором на кінці гафеля, що тріпоче на ходу. Серце шалено калатало, коли я крокував палубою, вдихаючи свіже повітря. Раптом я відчув, що вороття назад немає, і що я посватав собі пригоду, значення якої повністю усвідомлюю…

## Останнє плавання

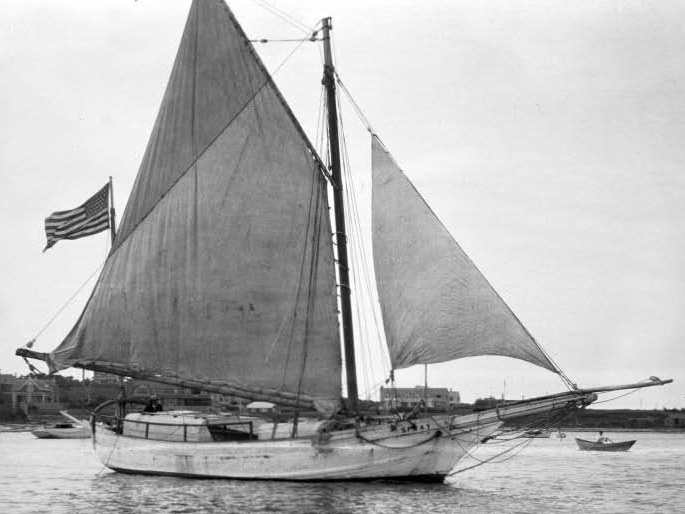
Вітрильна яхта «Спрей»

14 листопада 1909 року Джошуа Слокам, маючи намір зробити порівняно невелику подорож, на своїй яхті «Спрей» відійшов від острова Мартас-Виньярд і взяв курс на Південну Америку; з того самого дня про нього не було ніяких звісток. Ніхто не знає напевно, що могло відбутися з досвідченим моряком і яхтою, що показала відмінні морехідні якості в навколосвітній подорожі. За однією з версій, Слокам помер у шляху через свій поважний вік, а некерована яхта затонула; за іншою — в умовах поганої видимості яхта зіштовхнулася з якимось великим вантажним пароплавом, а його екіпаж цього просто не помітив через малі розміри яхти (завдовжки «Спрей» досягав лише 37 футів, тобто близько 11 метрів). Однак точні відомості про долю Джошуа Слокама відсутні. Точно відомо лише одне: після відплиття 14 листопада, ні «Спрей», ні його капітана більше ніхто не бачив. За легендою, на запитання капітана останнього судна, біля якого пропливав «Спрей», про те, куди прямує Слокам, той відповів: «У далекі краї».
Оскільки передбачуваний курс Слокама пролягав у районі Бермудських островів, його зникнення найчастіше вважають однією з подій, пов'язаною із загадкою так званого Бермудського трикутника.